# ロボス
株式会社ロボス（ろぼす、英文社名：Lobos.inc.）は、かつて東京都千代田区神田神保町一丁目に存在した、ネットワーク機器の製造、販売を行っていたベンチャー企業。

## 概要及び事業内容
株式会社コレガ元代表取締役社長・山本恵一により、2003年に設立されたネットワーク機器の製造販売を行うベンチャー企業である。事業内容は、L2スイッチ、工業用L2スイッチ、セキュリティアプライアンス等のネットワーク機器、Linuxボード、イーサネットボードのOEM供給、映像監視機器、監視カメラからLinuxを開発プラットフォームにした開発等も行う。2008年12月からはエンジニアの人材派遣事業も開始した。
2016年6月に事業を停止し、同年7月16日に東京地裁から破産手続開始決定を受けた。

## 沿革
- 2003年12月 － 東京都品川区北品川五丁目に、株式会社ロボスに設立（資本金：1,900万円）
- 2004年3月 － 本社を東京都千代田区猿楽町1-2-3に移転
- 2004年5月 － 資本金3,800万円に増資
- 2004年11月 － 資本金6,800万円に増資
- 2006年1月 － 本社を東京都千代田区神田神保町1-34　三村ビル5Aへ移転
- 2006年6月 － 資本金8,000万円に増資
- 2009年10月 － 資本金3,000万円に減資
- 2011年6月 － 資本金4,000万円に増資
- 2016年6月 － 事業停止
- 2016年7月 － 破産手続開始

## 製品
- ネットワーク機器 － Intelligent Switch、Non Intelligent Switch、Industrial Switch、Samba Server、通信ケーブル
- セキュリティアプライアンス － Log-Trender
- DVR＆監視カメラ － vGuardシリーズ
- OEM/オーダーメイド － Linux Board、Ethernet Board

## 主要取引先
- 株式会社大塚商会
- ソフトバンクBB株式会社
- 株式会社セガ
- ダイワボウ情報システム株式会社
- 東日本電信電話株式会社
- 株式会社富士通システムズイースト
- 株式会社寺田電機製作所
- 株式会社STRASSE
- 株式会社ユーネットワークス
- シスコシステムズ合同会社
- サンテレホン株式会社